# Cadusafos
Le cadusafos  est une substance active de certains produits phytosanitaires (ou produits phytopharmaceutiques, ou pesticides), qui présente un effet insecticide et nématicide, et qui appartient à la famille chimique des organophosphorés. Du fait de sa toxicité, le cadusafos est interdit en France depuis le 15 décembre 2008.

## Réglementation
Sur le plan de la réglementation des produits phytopharmaceutiques :
- pour l’Union européenne : cette substance active est interdite par la décision 2007/428/CE à la suite de l'examen relatif à l'inscription à l’annexe I de la directive 91/414/CEE.
- pour la France : cette substance active n'est pas autorisée dans la composition de préparations bénéficiant d’une autorisation de mise sur le marché. Les dates limites d'écoulement des stocks sont fixées par l'avis au Journal Officiel du 4 septembre 2007 au 30 mai 2008 pour la distribution, et au 15 décembre 2008 pour l'utilisation.

## Caractéristiques physico-chimiques
Les caractéristiques physico-chimiques dont l'ordre de grandeur est indiqué ci-après, influencent les risques de transfert de cette substance active vers les eaux, et le risque de pollution des eaux :
- Hydrolyse à pH 7 : stable,
- Solubilité : 248 mg·L-1,
- Coefficient de partage carbone organique-eau : 247 cm3·g-1. Ce paramètre, noté Koc, représente le potentiel de rétention de cette substance active dans la matière organique du sol. La mobilité de la matière active est réduite par son absorption sur les particules du sol.
- Durée de demi-vie : 38 jours. Ce paramètre, noté DT50, représente le potentiel de dégradation de cette substance active, et sa vitesse de dégradation dans le sol.

## Écotoxicologie
Sur le plan de l’écotoxicologie, les concentrations létales 50 (CL50) dont l'ordre de grandeur est indiqué ci-après, sont observées :
- CL50 sur poissons : 0,13 mg·L-1,

## Toxicité pour l’homme
Sur le plan de la toxicité pour l’Homme, la dose journalière acceptable (DJA) est de l’ordre de : 0,000 3 mg·kg-1·j-1.